# Rudolf Peersen
Rudolf Elias Peersen, född 28 april 1868, död 5 februari 1949, var en norsk jurist och politiker.
Peersen blev juris kandidat 1892 och var advokat i Kristiansand 1894-1916. Han var byfogde i samma stad 1916-22 och från 1922 sorenskriver i Torridal. Peersen blev tidigt en betydelsefull kommunalman och stortingsman för Venstre 1913-18 och 1931-36.  Han var Odalstingspresident 1916-18 och 1919 försvarsminister i Gunnar Knudsens regering.